# Giải quần vợt Wimbledon 2019 - Đôi xe lăn quad
Đây là lần đầu tiên nội dung Đôi xe lăn quad được tổ chức chính thức tại Giải quần vợt Wimbledon, trong khi năm 2018 được tổ chức không chính thức.
Andrew Lapthorne và David Wagner là đương kim vô địch, nhưng không đánh cặp cùng nhau tại giải lần này. Lapthorne đánh cặp với Dylan Alcott, trong khi Wagner đánh cặp với Koji Sugeno.
Alcott và Lapthorne đánh bại Wagner và Sugeno với tỷ số 6−2, 7−6(7−4) để trở thành cặp đôi đầu tiên vô địch nội dung Đôi xe lăn quad tại Giải quần vợt Wimbledon.

## Hạt giống
1. Dylan Alcott /  Andrew Lapthorne (Vô địch)
2. Koji Sugeno /  David Wagner (Á quân)

## Kết quả

### Từ viết tắt
| - Q = Vòng loại - WC = Đặc cách - LL = Thua cuộc may mắn - Alt = Thay thế - SE = Miễn đặc biệt | - PR = Bảo toàn thứ hạng - w/o = Thắng nhờ đối thủ rút lui trước trận đấu - r = Bỏ cuộc giữa trận đấu - d = Bị xử thua - SR = Xếp hạng đặc biệt |

|  | Chung kết |                               |   |    |  |  |
|  |           |                               |   |    |  |  |
|  | 1         | Dylan Alcott Andrew Lapthorne | 6 | 7  |  |  |
|  | 1         | Dylan Alcott Andrew Lapthorne | 6 | 7  |  |  |
|  | 2         | Koji Sugeno David Wagner      | 2 | 64 |  |  |